# Gustav Broesike
Gustav Broesike (Gustav Brösike, ur. 7 maja 1853 w Puppen, zm. w lutym 1922) – niemiecki anatom, profesor tytularny. Studiował medycynę w Królewcu i Berlinie. Autor wielokrotnie wznawianych i tłumaczonych na inne języki podręczników anatomii i atlasów anatomicznych.

## Wybrane prace
- Zur Casuistik der Kystome. Berlin, 1874
- Das anthropologische Material des anatomischen Museums zu Berlin. Braunschweig 1880
- Über die feinere Structur des normalen Knochengewebes. Waldeyer's Archiv 1882
- Das türkische Heeres-Sanitätswesen während der letzten türkischen Feldzüge. Internationale Revue der Armeen 1883
- Über intraabdominale (retroperitoneale) Hernien und Bauchfelltaschen nebst einer Darstellung der Entwicklung peritonealer Formationen. Berlin 1891
- Lehrbuch der normalen Anatomie des menschlichen Körpers. Berlin, 1889
- Der menschliche Körper. Berlin, 1899
- Atlas der normalen Anatomie des menschlichen Körpers. Berlin, 1899
- Lehrbuch der normalen Anatomie des menschlichen Körpers. Berlin, 1912 https://archive.org/details/broesikeanatomie1912
- Repetitorium anatomicum. Berlin, 1922 https://archive.org/details/broesikerepetitorium1922/